# شادن قمحاوي
شادن قمحاوي عالمة أردنية ورئيسة تحرير مجلة PLOS Neglected Tropical Diseases الأكاديمية. وهي متخصصة في الأمراض المنقولة بالنواقل.

## الحياة الشخصية
وُلِدت شادن قمحاوي في الأردن.

## التعليم والمهنة
حصلت قمحاوي على درجة الدكتوراه في علم الحشرات الطبية من جامعة سالفورد في مانشستر بإنجلترا عام 1990. عادت بعد ذلك إلى الأردن للعمل في جامعة اليرموك أستاذاً مساعداً قبل أن تصبح أستاذاً مشاركاً.
قمحاوي متخصصة في علم الأوبئة المتعلقة بالليشمانيا؛ عملت في عام 1997 في مجال الأمراض المنقولة بالنواقل في المعهد الوطني للحساسية والأمراض المعدية (NIAID) أثناء إجازة من جامعة اليرموك. حصلت على وظيفة في المعهد الوطني للحساسية والأمراض المعدية في عام 2000، حيث عملت عالمةً مشاركة في قسم علم الأحياء الجزيئي للناقلات، ومقرها في روكفيل بولاية ماريلاند.
هي رئيسة تحرير مشاركة لمجلة PLOS Neglected Tropical Diseases الأكاديمية منذ عام 2019.

## منشورات مختارة
- كوتينهو-أبريو الرابع، دي كاسترو دبليو، أوريستيان جي، ويلسون تي آر، مينيسيس سي، كامهاوي إس، سواريس آر بي، بورخيس في إم، ديسكوتو إيه، فالينزويلا جي جي. إن ارتباط ليبوفوسفوغليكان Leishmania infantum بالأمعاء الوسطى ليس كافياً لتحديد كفاءة الناقل في ذباب الرمل Lutzomyia longipalpis . م سفير . 2020 سبتمبر؛5(5):e00594-20.
- DeSouza-Vieira T، Iniguez E، Serafim TD، de Castro W، Karmakar S، Lacsina JR، Meneses C، Disotuar MM، Cecilio P، Nagata BM، Cardoso S، Sonenshine DE، Moore IN، Borges VM، Dey R، Soares MP, فالينزويلا جي جي، ناخاسي إتش إل، أوليفيرا إف، كامهاوي إس هيم يتحكم تحريض الأكسجيناز -1 عن طريق المفصليات المغذية للدم في التهاب الجلد ويعزز تحمل المرض . تقارير الخلايا . 2020 أكتوبر؛33(4):108317
- أوليفيرا ف، غيمارايش كوستا إيه بي، جيورجوبياني إي، عبد العظيم م، تسخافارادزي إل، تسيرتسفادزي إن، زاكالاشفيلي إم، أوريستيان جيه فالينزويلا جيه جي، كامهاوي إس. تتأثر المناعة ضد لعاب الناقل بمواسم الذباب الرملي القصيرة في المناطق الموبوءة ذات المناخ المعتدل . التقارير العلمية . 2020 مايو؛10(1):7990
- سيرافيم TD, مينيسيس C, كوتينهو-أبرو الرابع, فالينزويلا JG, أوليفيرا F, كامهاوي S,. تعمل وجبات الدم المتسلسلة على تعزيز تكاثر الليشمانيا وزيادة قدرة الناقل على العدوى عن طريق عكس عملية التكاثر الحلقي . علم الأحياء الدقيقة الطبيعي . 2018 مايو؛3(5):548-555
- هوتيز بي جيه، كامهاوي إس، أكسوي إس، بريندلي بي جيه، ما الذي يشكل مرضًا استوائيًا مهملاً؟ PLOS الأمراض الاستوائية المهملة . 2020 يناير؛14(1):e0008001.
- دي آر، أوليفيرا ف، جوشي إيه بي، بيريرا إل، غيماريش كوستا إيه بي، سيرافيم تي دي، دي كاسترو دبليو، كوتينيو أبريو الرابع، بهاتاشاريا بي، تاونسند إس، أصلان إتش، بيركنز إيه، كارماكار إس، إسماعيل إن، كاريتنيك إم، ناخاسي إتش إل، مينيسيس سي، دنكان آر، فالينزويلا جيه جي، كامهاوي إس. الميكروبات المعوية التي تنتقل عبر لدغات ذباب الرمل المصاب تزيد من شدة داء الليشمانيات عبر إنترلوكين 1 بيتا المشتق من الالتهاب . الخلية المضيفة والميكروب . 2018 يناير؛23(1):134-143.e6